# Khaptad
Khaptad (en népalais : खप्तड) est un comité de développement villageois du Népal situé dans le district d'Achham. Au recensement de 2011, il comptait 1 695 habitants.

## Dans la culture populaire
Le chanteur français Heuss l'Enfoiré fait un clin d'œil à cette localité dans sa chanson éponyme « Khapta ». 